# Local Government Act 1972
Il Local Government Act 1972 (in italiano: Legge sul governo locale del 1972) è un atto del Parlamento del Regno Unito che riformò i governi locali in Inghilterra e Galles a partire dal 1º aprile 1974, riformando contee e distretti.
L'atto specificò la composizione e i nomi delle contee inglesi e gallesi, così come la composizione dei distretti metropolitani. In Inghilterra furono definite 46 contee e 296 distretti, e in Galles rispettivamente 8 e 37.

## Galles
In Galles furono create otto nuove contee (Clwyd, South Glamorgan, Dyfed, West Glamorgan, Gwent, Gwynedd, Mid Glamorgan e Powys), ciascuna con nuovi distretti sotto di essa.
Questa procedura è stata completamente modificata ai sensi del Local Government (Galles) Act 1994, entrato in vigore il 1º aprile 1996. Il sistema a due livelli è stato sostituito da un sistema a livello unico di 22 autorità unitarie.

## Inghilterra
In Inghilterra, sei contee (South Yorkshire, Merseyside, West Midlands, West Yorkshire, Grande Manchester] e Tyne and Wear) sono state designate come contee metropolitane; altre (corrispondenti grosso modo alle vecchie contee amministrative) furono designate come contee non metropolitane. Le suddivisioni delle contee metropolitane sono state designate in borghi metropolitani; le suddivisioni delle contee non metropolitane sono state designate come borghi non metropolitani.
In gran parte dell'Inghilterra, il modello sopra esposto è ancora in uso oggi, sebbene i consigli di contea metropolitani siano stati aboliti nel 1986 e negli anni '90 e in seguito molti borghi non metropolitani siano stati sostituiti da autorità unitarie che combinano i poteri di borghi non metropolitani e consigli di contea.